# Estación de Heras
Heras es una estación ferroviaria situada en la localidad homónima del municipio español de Medio Cudeyo (Cantabria). Forma parte de la red de vía estrecha operada por Renfe Operadora a través de su división comercial Renfe Cercanías AM. Está integrada dentro del núcleo de Cercanías Cantabria al pertenecer a la línea C-3 (antigua F-2 de FEVE), que une Santander con Liérganes. Cuenta también con servicios regionales (línea R-3f de Santander a Bilbao).

## Situación ferroviaria
La estación forma parte de las siguientes líneas férreas:
- Pk. 545,290 de la línea de ferrocarril de vía estrecha que une Ferrol con Bilbao, en su sección de Santander a Orejo.[1]
- Pk. 103,946 de la línea de ferrocarril de vía estrecha de Bilbao a Santander.[1]
- Pk. 014,541 de la línea de ferrocarril de vía estrecha de Santander a  Solares y Liérganes.[1]

La estación se encuentra a 11 metros de altitud. El tramo es de vía única y está electrificado a 1500 voltios CC.

## Historia
La estación fue abierta al tráfico en el año 1888 con la puesta en funcionamiento del ferrocarril Santander-Solares gestionado por la Compañía del Forrocarril de Santander a Solares, que más tarde enlazaría con el ferrocarril Zalla-Solares. Inicialmente, el ferrocarril disponía de vía ancha.
Tras la creación de la empresa pública FEVE en 1972, el ferrocarril Santander-Bilbao y sus estaciones pasaron a depender de ella. La gestión se mantuvo en manos de FEVE hasta el año 2013, momento en el cual la explotación fue atribuida a Renfe Operadora y las instalaciones a Adif.

## La estación
Las instalaciones constan de un edificio de viajeros de tres alturas, el cual esta fuera de servicio. Los andenes disponen de acceso directo desde la calle y esta conectados por un paso inferior peatonal, el cual dispone de escaleras fijas y rampas y es de libre acceso para permitir el cruce de las vías a los habitantes de Heras. Ambos andenes cuentan con paneles de información, bancos, máquinas de validación de títulos de transporte y una marquesina para resguardo de los viajeros.

## Servicios ferroviarios

### Regionales
Los trenes regionales que realizan el recorrido Santander - Bilbao (línea R-3f) tienen parada en esta estación. La frecuencia es de trenes diarios por sentido, existiendo un servicio adicional (línea R3a) de lunes a viernes entre Marrón y Santander en ambos sentidos. Los servicios ferroviarios en la relación Bilbao-Santander, para los trayectos regionales, se prestan exclusivamente con composiciones diésel de la serie 2700
| Línea | Origen/Destino | Paradas intermedias | Destino/Origen   |
| --- | -------------- | --- | ---------------- |
| | Santander      | Valdecilla-La Marga · Nueva Montaña · Valle Real · Maliaño-La Vidriera · Astillero · La Cantábrica* · San Salvador* · Heras · Orejo · Puente Agüero · Villaverde de Pontones · Hoz de Anero · Beranga · Gama · Cicero · Treto · Limpias · Marrón · Udalla · Gibaja · Carranza · Villaverde Trucios · Arcentales ·Traslaviña · Mimetiz · Aranguren · Sodupe · Zaramillo · Iráuregui · Zorroza-Zorrozgoiti · Basurto Hospital · Amézola | Bilbao Concordia |
| * En los apeaderos de La Cantábrica y San Salvador sólo efectúan parada los servicios de la línea R3a Santander - Marrón. |                | |                  |

### Cercanías
Forma parte de la línea C-3 (Santander - Liérganes) de Cercanías Cantabria. Ésta tiene, para los trenes que circulan hasta la estación de Solares, un intervalo de paso de 30-60 minutos según la hora en días laborables de lunes a viernes, siendo de 60 minutos sábados, domingos y festivos. Para los trenes que llegan hasta la estación de Liérganes, el intervalo de paso es de 60 minutos de lunes a domingo, incluyendo festivos.